# Макаров Олександр Дмитрович
Олександр Дмитрович Макаров (рос. Александр Дмитриевич Макаров; 25 липня 1983, Кіровабад, Азербайджанська РСР — 17 січня 2023, Україна) — російський офіцер, підполковник ПДВ РФ. Герой Російської Федерації.

## Біографія
Син офіцера-десантника. Закінчив середню школу, Санкт-Петербурзький ракетно-артилерійський кадетський корпус і Рязанське повітрянодесантне командне училище, після чого був призначений командиром парашутно-десантного взводу 217-го парашутно-десантного полку. В 2022 році призначений командиром парашутно-десантного батальйону свого полку та інструктором з повітряно-десантної підготовки. З 24 лютого 2022 року брав участь у вторгненні в Україну. Учасник боїв за Гостомельський аеропорт і за Мощун, а також на сході України. Загинув у бою. Похований на цвинтарі Баліно в Іваново.

## Нагороди
- Медаль «За відвагу»
- Медаль Суворова
- Медаль «За військову доблесть» 2-го ступеня
- Медаль «За зміцнення бойової співдружності»
- Медаль «За відзнаку у військовій службі» 3-го, 2-го і 1-го ступеня (20 років)
- Орден Мужності (2023; посмертно)
- Звання «Герой Російської Федерації» (6 травня 2023, посмертно) — «за мужність і героїзм, проявлені під час виконання військового обов'язку.» 30  травня медаль «Золота зірка» була передана рідним Макарова губернатором Івановської області Станіславом Воскресенським.